# Arroyo Guayabos (Arroyo Cardozo)
Der Arroyo Guayabos ist ein Fluss in Uruguay.
Er entspringt auf dem Gebiet des Departamento Tacuarembó nördlich von Chamberlain in der Cuchilla de Peralta und einige Kilometer westlich von Cardozo. Von dort verläuft er zunächst in südliche, dann in südöstliche Richtung. Er mündet östlich von Chamberlain als rechtsseitiger Nebenfluss in den Mündungsarm des Arroyo Cardozo.